# Christoph Metzler (Politiker)

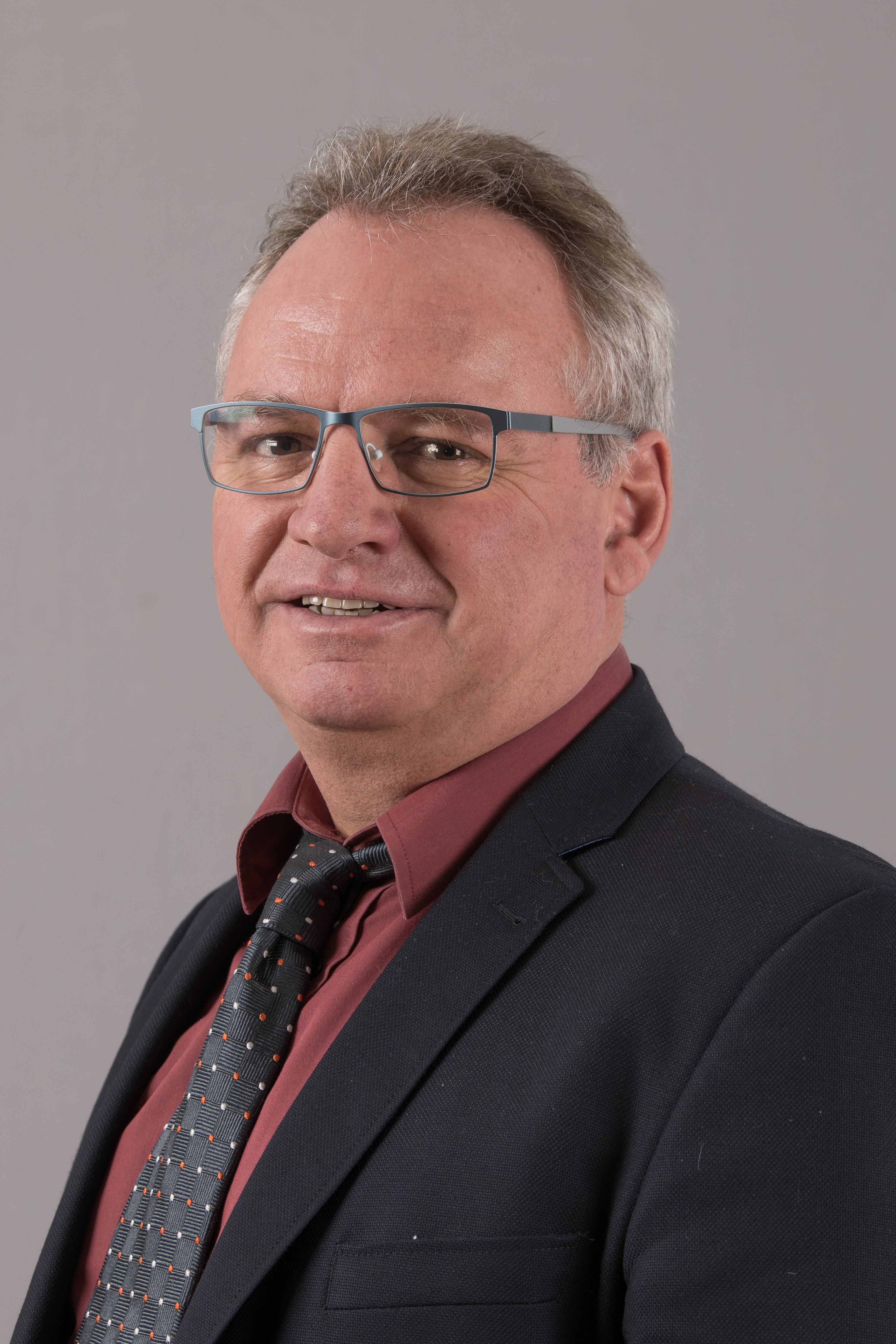
Christoph Metzler (2017)

Christoph Metzler (* 14. Februar 1963 in Rankweil-Brederis) ist ein österreichischer Politiker (GRÜNE) und seit 2014 Abgeordneter zum Vorarlberger Landtag. Beruflich ist er als Bauleiter im Siedlungswasserbau tätig. Er ist geschieden und hat zwei erwachsene Töchter.

## Berufliche und politische Karriere
Metzler absolvierte nach der Maurerlehre eine Bauhandwerkerschule. Er war Maurergeselle, Vorarbeiter und Baupolier und arbeitet seit 1988 als Bauleiter.
Metzler gehört zu den Gründungsmitgliedern der Grünen Gemeindegruppe in seinem Heimatort Rankweil, dem Grünen Forum Rankweil. Seit April 1995 ist er in seiner Heimatgemeinde Mitglied der Gemeindevertretung und war von 1996 bis 2020 als Gemeinderat Mitglied des Gemeindevorstands. Im Vorfeld der Gemeindevertretungs- und Bürgermeisterwahl 2020 gab Metzler die Spitzenkandidatur der Rankweiler Grünen ab, um sich auf den Klubvorsitz in der Gemeindevertretung und das Landtagsmandat konzentrieren zu können. 2013 wurde Metzler in den Landesvorstand der Grünen Vorarlberg gewählt.
Nach dem grünen Wahlerfolg bei der Landtagswahl im September 2014 zog Metzler als Abgeordneter in den Vorarlberg Landtag ein. Auch bei der Landtagswahl 2019 konnte Metzler erneut ein Mandat im Wahlbezirk Feldkirch erreichen. Er ist im Grünen Landtagsklub als Bereichssprecher für die Bereiche Umwelt-, Natur- und Klimaschutz (einschließlich Naturgefahren), Wohnen, Verkehr, Energie / Wasserwirtschaft und Abfallwirtschaft zuständig.